# 尾仲祐哉
尾仲 祐哉（おなか ゆうや、1995年1月31日 - ）は、福岡県北九州市八幡西区出身の元プロ野球選手（投手）。右投左打。

## 経歴

### プロ入り前
北九州市の私立・高稜高等学校入学時には外野手だったが、3年時に本格的に投手に転向。夏の大会は3年間全て初戦敗退したが、毎日野球日誌にその日の反省を書き込んでいた。広島経済大学に入学後、部のセレクションに志願し入部、入部時にはMAX133km/hだった直球が、大学3年の秋には150km/hを計測する。2年春にはベストナインの活躍で優勝に貢献、4年春には最優秀選手、ベストナインを受賞し、全日本大学野球選手権大会では、九州国際大学との初戦で8回を投げて14奪三振を記録、リーグ戦では最優秀防御率3回。
2016年のNPBドラフト会議で、横浜DeNAベイスターズから6巡目で指名。契約金3000万円、年俸720万円（金額は推定）で入団した。背番号は29。

### DeNA時代

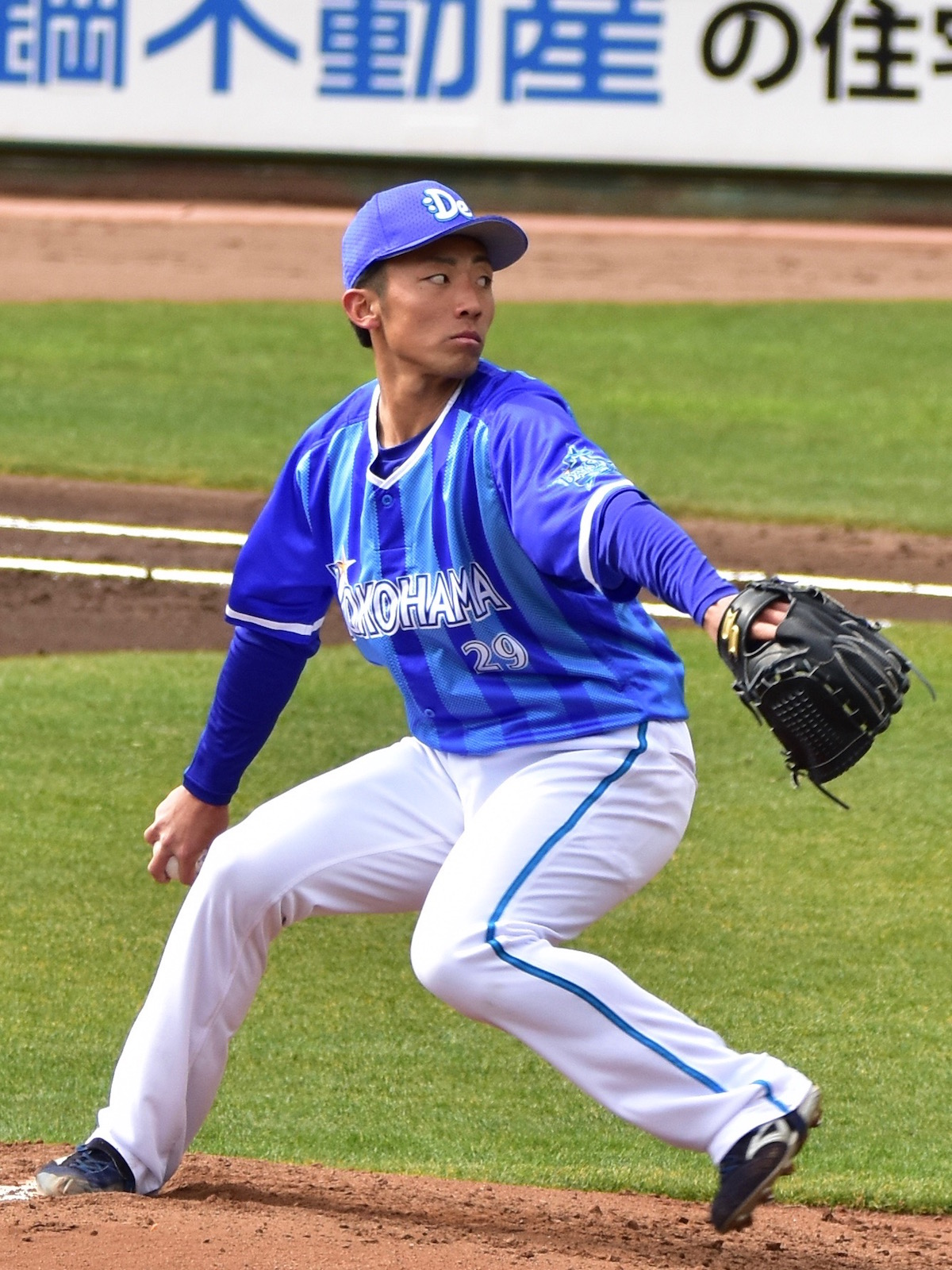
DeNA時代
（2017年3月8日 ほっともっとフィールド神戸）

2017年5月9日の対中日ドラゴンズ戦（岐阜長良川球場）5回裏からの救援登板で、一軍公式戦初登板。同年8月22日の対広島東洋カープ戦（横浜スタジアム）で、3点ビハインドの8回表から4番手投手として登板し2イニングを無失点に抑え、その後の9回裏無死一塁から筒香嘉智、ホセ・ロペスおよび宮﨑敏郎の「3者連続本塁打による逆転サヨナラ勝利」というNPB一軍公式戦初のチーム記録によって一軍初勝利。試合後には、「以上の3選手と同時にお立ち台へ上がる」という演出で、ヒーローインタビューを初めて経験した。同年の公式戦11試合の登板で、1勝1敗、防御率6.52。チームがレギュラーシーズン3位からCSを経て19年ぶりに日本シリーズへ進出したが、CSでも日本シリーズでも登板の機会がなかった。11月10日に、推定年俸920万円（前年から200万円増）で契約更改。

### 阪神時代

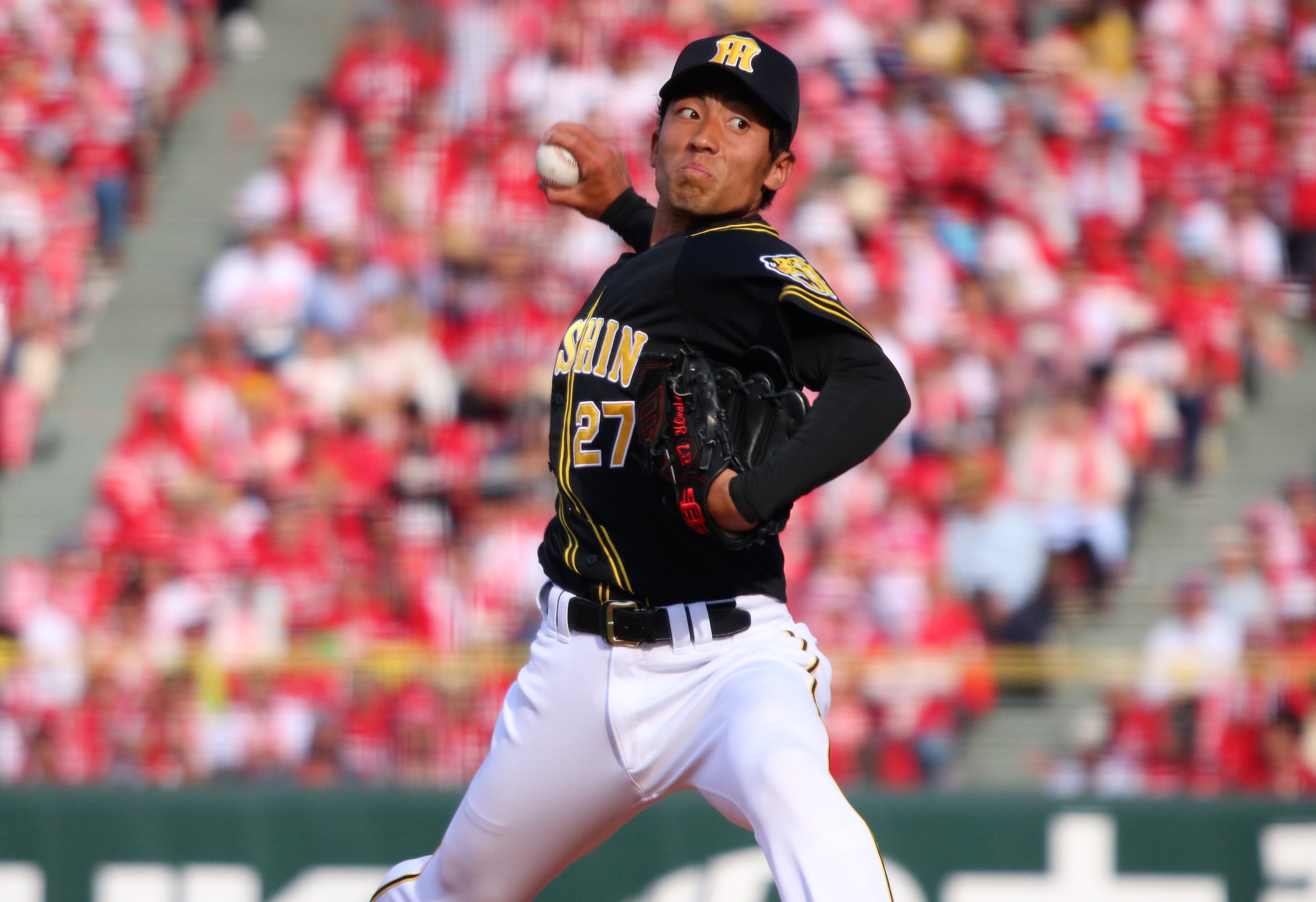
阪神時代
（2018年5月12日 マツダスタジアム）

2017年12月10日に、阪神タイガースからFAでDeNAへ移籍した大和の人的補償として阪神へ移籍することが発表された（詳細後述）。背番号は27で、年俸はDeNAでの更改時の推定920万円となった。
2018年、開幕を二軍で迎えた。4月10日に移籍後初の一軍昇格を果たすも、登板はなく翌11日に登録抹消。5月12日に再昇格すると、対広島戦（マツダスタジアム）に昇格即登板、7回表二死満塁の局面からの救援登板で無失点に抑え、移籍後初登板を果たした。その後、中継ぎとして4試合に登板した5月は防御率0.00と好調を維持。6月末に登録を抹消されて以降は一軍と同様中継ぎとして登板を重ね、前年を上回る28試合に登板しファーム日本一に貢献した。一軍では12試合に登板し0勝1敗、防御率3.86という成績を残した。オフには前年から80万円増の1000万円で契約を更改（金額は推定）。
2020年のオフに翌年からの背番号を「40」へ変更した。
2021年は一軍登板が無かったが、二軍では25試合に登板、防御率1.37と安定感を見せた。
2022年は4月13日に新型コロナウイルス陽性判定を受けた藤浪晋太郎や伊藤将司、さらには濃厚接触疑いのある馬場皐輔、山本泰寛の特例2022代替指名選手として加治屋蓮、石井大智と共に一軍昇格を果たした。翌14日の中日戦(バンテリンドーム)で同日先発した桐敷拓馬の2番手として3回裏から登板したが、最初の対戦相手だったダヤン・ビシエドに安打で出塁を許すと続く阿部寿樹には二塁打、そして次の木下拓哉には2点ニ塁打を打たれるなど2回を投げて2失点の投球内容だった。一軍登板はこの1試合のみで2日後の16日に出場選手登録を抹消。以降は再昇格を果たすことができず、10月4日に球団から戦力外通告を受けた。

### ヤクルト時代
2022年11月10日に東京ヤクルトスワローズが獲得を発表した。背番号は52となった。
2023年は4月7日に移籍後初昇格。翌8日にはこの日先発予定だったディロン・ピーターズがコンディション不良で登板を回避したため、代役として急遽プロ初先発、そして移籍後初登板を果たした（結果は3回1失点で敗戦投手）。最終的には一軍で11試合に登板し、0勝1敗、防御率5.17という成績だった。
2024年はわずか1試合の登板にとどまり、9月30日に自身2度目となる戦力外通告を受けた。

### ヤクルト退団後
2025年から兵庫県で活動を開始する、社会人野球チームのサムティに加入し、現役を続ける。

## 選手としての特徴
身長173cmと投手としては小柄だが、最速151km/hのストレートを投げ込む。切れ味の鋭いカットボール、縦スライダーを武器とする他、チェンジアップ、フォークも持ち球とする。

## 人物・エピソード
阪神時代のチームメイトの小野泰己とは、同じ北九州市出身の同学年で高校時代まで同地区で戦っていたことなどから親交が深く、プロ入り後も共に自主トレーニングを行うなどしている。
阪神の大和が2017年の日本シリーズ終了後に国内FA権を行使しDeNAへ移籍したことでDeNAから阪神への補償義務が生じ、阪神が人的補償措置を求めたことから移籍が実現した。NPBにおいて、新人入団した日本人選手が入団から年を越さずに移籍へ至ったのは同じく阪神の江川卓に次いで2度目の出来事。また、阪神がDeNAから人的補償におけるプロテクト名簿を受け取ったのが2017年12月9日、阪神が尾仲の獲得を発表したのが翌10日であり、事実上即日での決定であったことからも異例の移籍とされている。

## 詳細情報

### 年度別投手成績
| 年 度     | 球 団     | 登 板 | 先 発 | 完 投 | 完 封 | 無 四 球 | 勝 利 | 敗 戦 | セ 丨 ブ | ホ 丨 ル ド | 勝 率 | 打 者 | 投 球 回 | 被 安 打 | 被 本 塁 打 | 与 四 球 | 敬 遠 | 与 死 球 | 奪 三 振 | 暴 投 | ボ 丨 ク | 失 点 | 自 責 点 | 防 御 率 | W H I P |
| --------- | --------- | ----- | ----- | ----- | ----- | -------- | ----- | ----- | -------- | ----------- | ----- | ----- | -------- | -------- | ----------- | -------- | ----- | -------- | -------- | ----- | -------- | ----- | -------- | -------- | ------- |
| 2017      | DeNA      | 11    | 0     | 0     | 0     | 0        | 1     | 1     | 0        | 0           | .500  | 96    | 19.1     | 22       | 2           | 15       | 0     | 0        | 17       | 3     | 0        | 16    | 14       | 6.52     | 1.91    |
| 2018      | 阪神      | 12    | 0     | 0     | 0     | 0        | 0     | 1     | 0        | 0           | .000  | 51    | 11.2     | 13       | 1           | 4        | 0     | 0        | 14       | 1     | 0        | 6     | 5        | 3.86     | 1.46    |
| 2019      | 阪神      | 5     | 0     | 0     | 0     | 0        | 0     | 0     | 0        | 0           | ----  | 26    | 5.2      | 6        | 1           | 5        | 0     | 1        | 6        | 0     | 0        | 4     | 4        | 6.35     | 1.94    |
| 2020      | 阪神      | 4     | 0     | 0     | 0     | 0        | 0     | 0     | 0        | 0           | ----  | 21    | 4.1      | 6        | 0           | 2        | 0     | 0        | 2        | 0     | 0        | 3     | 3        | 6.23     | 1.85    |
| 2022      | 阪神      | 1     | 0     | 0     | 0     | 0        | 0     | 0     | 0        | 0           | ----  | 11    | 2.0      | 4        | 0           | 1        | 1     | 0        | 2        | 0     | 0        | 2     | 2        | 9.00     | 2.50    |
| 2023      | ヤクルト  | 11    | 1     | 0     | 0     | 0        | 0     | 1     | 0        | 0           | .000  | 72    | 15.2     | 21       | 2           | 7        | 0     | 1        | 8        | 1     | 0        | 9     | 9        | 5.17     | 1.79    |
| 2024      | ヤクルト  | 1     | 0     | 0     | 0     | 0        | 0     | 0     | 0        | 0           | ----  | 10    | 2.0      | 3        | 1           | 2        | 0     | 0        | 0        | 0     | 0        | 4     | 4        | 18.00    | 2.50    |
| 通算：7年 | 通算：7年 | 45    | 1     | 0     | 0     | 0        | 1     | 3     | 0        | 0           | .250  | 287   | 60.2     | 75       | 7           | 36       | 1     | 2        | 49       | 5     | 0        | 44    | 41       | 6.08     | 1.83    |

- 2024年度シーズン終了時

### 年度別守備成績
| 年 度 | 球 団    | 投手  | 投手  | 投手  | 投手  | 投手  | 投手     |
| 年 度 | 球 団    | 試 合 | 刺 殺 | 補 殺 | 失 策 | 併 殺 | 守 備 率 |
| ----- | -------- | ----- | ----- | ----- | ----- | ----- | -------- |
| 2017  | DeNA     | 11    | 0     | 3     | 0     | 0     | 1.000    |
| 2018  | 阪神     | 12    | 1     | 1     | 1     | 0     | .667     |
| 2019  | 阪神     | 5     | 0     | 2     | 0     | 2     | 1.000    |
| 2020  | 阪神     | 4     | 0     | 1     | 0     | 0     | 1.000    |
| 2022  | 阪神     | 1     | 0     | 1     | 0     | 0     | 1.000    |
| 2023  | ヤクルト | 11    | 0     | 3     | 0     | 0     | 1.000    |
| 2024  | ヤクルト | 1     | 0     | 0     | 0     | 0     | ----     |
| 通算  | 通算     | 45    | 1     | 11    | 1     | 2     | .923     |

- 2024年度シーズン終了時

### 記録
初記録
投手記録
- 初登板：2017年5月9日、対中日ドラゴンズ7回戦（岐阜長良川球場）、5回裏に2番手で救援登板、2回無失点
- 初奪三振：同上、5回裏に荒木雅博から空振り三振
- 初勝利：2017年8月22日、対広島東洋カープ18回戦（横浜スタジアム）、8回表に4番手で救援登板・完了、2回無失点
- 初先発登板：2023年4月8日、対阪神タイガース2回戦（阪神甲子園球場）、3回1失点で敗戦投手[31]

打撃記録
- 初打席：2017年5月18日、対広島東洋カープ9回戦（MAZDA Zoom-Zoom スタジアム広島）、5回表に中村祐太から見逃し三振

### 背番号
- 29（2017年[4]）
- 27（2018年[10] - 2020年）
- 40（2021年[16] - 2022年）
- 52（2023年[20] - 2024年）